# Felix Labunski
Felix Labunski (né Feliks Roderyk Łabuński le 27 décembre 1898 et mort le 28 avril 1979) est un compositeur américain d'origine polonaise.

## Biographie
Il est né à Ksawerynów, en Pologne. Son père, ingénieur de profession, est chanteur amateur et sa mère joue du piano. Il commence donc par travailler cet instrument et rentre au Conservatoire de Varsovie. Il a également étudié la composition avec Witold Maliszewski. Il va ensuite en France étudier à l’École normale de musique de Paris de 1924 à 1934 avec Paul Dukas, Nadia Boulanger et Georges Migot. Ignacy Paderewski, qu'il rencontre en 1928, lui finance une partie de ses études. Il s'installe aux États-Unis en 1936 (dans la ville de Cincinnati) et devient citoyen américain en 1941.
Il dédia à Paderewski deux pièces : Threnody (1941), une courte pièce pour piano et In memoriam, un poème symphonique. Il composa également un Triptyque champêtre (1931), qui fut créé par l'orchestre Lamoureux le 12 mars 1932. Parmi ses autres œuvres on note une Cantate polonaise, une Polish Renaissance Suite pour orchestre, et une suite de ballet pour orchestre intitulée Salut à Paris.
Il meurt à Cincinnati, Ohio, en avril 1979 à l'âge de 86 ans.

## Discographie
- Complete Piano Works AP0566 Acte Préalable 2023: Sławomir Dobrzański piano, David Pickering organ